# Pico el Águila
Le pico el Águila est un sommet montagneux de la sierra de la Culata, situé dans l'État de Mérida au Venezuela. Avec 4 118 mètres d'altitude, il est l'un des plus hauts sommets du pays.